# Värriöjärvi
Värriöjärvi är en sjö i Finland. Den ligger i kommunen Savukoski i landskapet Lappland, i den norra delen av landet, 800 km norr om huvudstaden Helsingfors. Värriöjärvi ligger 214,6 meter över havet. Arean är 1,73 kvadratkilometer och strandlinjen är 9,12 kilometer lång. Sjön  ingår i Kemi älvs huvudavrinningsområde. 